# گروه رضامعینی
گروه رضامعینی دهکده‌ای از دهستان گرمسیر از بخش مهاباد شهرستان اردستان در استان اصفهان است. در سرشماری سال ۲۰۰۶ وجود این شهرستان اعلام شد اما به دلیل حفظ حریم خصوصی («محرمانگی» به نقل از مرکز آمار) آماری از جمعیت آن بیان نشد.